# Atletica leggera ai III Giochi olimpici giovanili estivi
Le gare di atletica leggera ai III Giochi olimpici giovanili estivi si sono disputate al Parque Polideportivo Roca di Buenos Aires (Argentina) dall'11 al 16 ottobre 2018.
Le fasi eliminatorie sono state concentrate tutte nelle prime tre giornate e, successivamente, si sono disputate le finali per le restanti tre giornate. Alle gare hanno potuto partecipare gli atleti nati tra il 1º gennaio 2001 e il 31 dicembre 2002, selezionati in base ai risultati dei trials continentali. Hanno gareggiato 696 atleti.
A differenza di Nanchino 2014, non si è svolta la staffetta 8×100 metri mista. La marcia maschile si è corsa sui 5000 metri invece che sui 10000. È rimasta invece invariata la distanza della corsa con le siepi, che si è corsa sui 2000 metri. Il programma non prevedeva le prove multiple, le staffette e le maratone.

## Risultati

### Uomini
| Specialità | Oro                  | Risultato | Argento              | Risultato | Bronzo                | Risultato |
| --- | -------------------- | --------- | -------------------- | --------- | --------------------- | --------- |
| 100 m | Luke Davids          | 20"71     | Alaba Akintola       | 21"00     | Seiryō Ikeda          | 21"12     |
| 200 m | Abdelaziz Mohamed    | 41"78     | Antonio Watson       | 42"41     | Lucas Conceição Vilar | 42"67     |
| 400 m | Luis Avilés Ferreiro | 1'34"23   | Kennedy Luchembe     | 1'34"34   | Nicholas Ramey        | 1'34"87   |
| 800 m | Tasew Yada           | 3'39"76   | Mohamed Gouaned      | 3'41"74   | Mehmet Çelik          | 3'41"79   |
| 1500 m | Jean de Dieu Butoyi  | 4 p.      | Anass Essayi         | 4 p.      | Melese Nberet         | 4 p.      |
| 3000 m | Jackson Muema        | 11'12"    | Berihu Aregawi       | 11'13     | Oscar Chelimo         | 11'28     |
| 2000 m siepi | Abrham Sime          | 2 p.      | Baptiste Guyon       | 8 p.      | Abel Yamane           | 9 p.      |
| 110 m ostacoli | Owaab Barrow         | 26'50"    | Kenny Fletcher       | 27'01     | Wong Lok Hei          | 27'13     |
| 400 m ostacoli | Haruto Deguchi       | 1'42'68"  | Dániel Huller        | 1'43'84   | Mohammed Almuawi      | 1'45'81   |
| Marcia 5000 m | Oscar Patín          | 40'51"86  | Suraj Panwar         | 40'59"17  | Jan Moreu             | 41'59"29  |
| Salto in alto | Chen Long            | 4,35 m    | Oscar Miers          | 4,27 m    | Oleh Doroščuk         | 4,23 m    |
| Salto con l'asta | Baptiste Thiery      | 10,37 m   | Kazuki Furusawa      | 10,32 m   | Dmitrij Kačanov       | 10,32 m   |
| Salto in lungo | Lester Lescay        | 15,54 m   | Joshua Cowley        | 15,53 m   | Koki Wada             | 15,12 m   |
| Salto triplo | Jordan Díaz          | 34,18 m   | Ineh Oritsemeyiwa    | 31,85 m   | Praveen Chithravel    | 31,52 m   |
| Getto del peso | Nazareno Sasia       | 43,19 m   | Xing Jialiang        | 41,74 m   | Carmelo Musci         | 41,43 m   |
| Lancio del disco | Connor Bell          | 133,08 m  | Jorge Luis Contreras | 115,06 m  | Gracjan Kozak         | 114,92 m  |
| Lancio del martello | Mychajlo Kochan      | 171,11 m  | Valentin Andreev     | 163,96 m  | Wang Qi               | 155,36 m  |
| Lancio del giavellotto | Topias Laine         | 153,42 m  | Gustavo Osorio       | 150,28 m  | Martin Florian        | 150,24 m  |
| record mondiale; record olimpico; record mondiale stagionale; record africano; record asiatico; record europeo; record nord-centroamericano e caraibico; record sudamericano; record oceaniano; record nazionale; record personale; record personale stagionale. |                      |           |                      |           |                       |           |

### Donne
| Specialità | Oro                    | Risultato | Argento                     | Risultato | Bronzo               | Risultato |
| --- | ---------------------- | --------- | --------------------------- | --------- | -------------------- | --------- |
| 100 m | Rosemary Chukwuma      | 23"20     | Julien Alfred               | 23"22     | Anahí Suárez         | 23"26     |
| 200 m | Gudbjorg Bjarnadottir  | 47"02     | Dalia Kaddari               | 47"69     | Leticia Nonato Lima  | 47"87     |
| 400 m | Barbora Malíková       | 1'48"86   | Marie Scheppan              | 1'50"06   | Niddy Mingilishi     | 1'50"48   |
| 800 m | Keely Small            | 4'10"44   | Athing Mu                   | 4'13"24   | Hirut Meshesha       | 4'14"60   |
| 1500 m | Edinah Jebitok         | 2 p.      | Jaylah Hancock-Cameron      | 6 p.      | Lemlem Hailu         | 7 p.      |
| 3000 m | Sarah Chelangat        | 12'32"    | Mercy Kerarei               | 12'37     | Aberash Minsewo      | 12'51     |
| 2000 m siepi | Fancy Cherono          | 2 p.      | Mekides Abebe               | 5 p.      | Parami Maristela     | 7 p.      |
| 100 m ostacoli | Grace Stark            | 26"14     | Sophie White                | 26"40     | Ackera Nugent        | 26"41     |
| 400 m ostacoli | Cabezas Caracas        | 1'57"58   | Loubna Benhadja             | 2'00"68   | Carla Garcia         | 2'00"76   |
| Marcia 5000 m | Xi Ricuo               | 45'03"49  | Sofia Ramos Rodriguez       | 45'58"97  | Olga Fiaska          | 46'10"02  |
| Salto in alto | Jaroslava Mahučich     | 1,95. m   | Marija Kočanova             | 3,71 m    | Jessica Kähärä       | 3,63 m    |
| Salto con l'asta | Leni Wildgrube         | 8,12 m    | Emma Brentel                | 7,82 m    | Kryscina Kancavenka  | 7,72 m    |
| Salto in lungo | Maite Beernaert        | 12,32 m   | Klaudia Endresz             | 12,31 m   | Ingeborg Gruenwald   | 12,31 m   |
| Salto triplo | Aleksandra Načeva      | 27,62 m   | María Vicente               | 27,43 m   | Marija Privalova     | 26,07 m   |
| Getto del peso | Li Xinhui              | 36,75 m   | Yelizaveta Dorts            | 35,13 m   | Dane Roets           | 34,64 m   |
| Lancio del disco | Melany Matheus Morejon | 108,65 m  | Violetta Ignat'eva          | 107,79 m  | Ozlem Becerek        | 103,86 m  |
| Lancio del martello | Valerija Ivanenko      | 146,98 m  | Rawan Ayman Ibrahim Barakat | 136,17 m  | Alegna Osorio Mayari | 127,00 m  |
| Lancio del giavellotto | Elina Tzengko          | 125,08 m  | Juleisy Angulo              | 115,03 m  | Munevver Hanci       | 114,47 m  |
| record mondiale; record olimpico; record mondiale stagionale; record africano; record asiatico; record europeo; record nord-centroamericano e caraibico; record sudamericano; record oceaniano; record nazionale; record personale; record personale stagionale. |                        |           |                             |           |                      |           |